# Azim Allah Khan
Azim Allah Khan fou el suposat cervell de la rebel·lió dels sipais o motí que va esclatar a l'Índia contra els britànics el 1857.
Era d'ètnia paixtu, d'una família establerta a Cawnpore força temps abans de la fam de 1837–1838. Era orfe i hauria mort de gana si no hagués estat per un missioner cristià que el va salvar i el va posar com a khidmatgar en una família angloíndia de la ciutat que es va preocupar que fes estudis; va aprendre francès i anglès entre altres coneixements. Després fou mestre a la mateixa escola.
Va entrar al servei de Nana Sahib, fill adoptiu de Badji Rao II, el darrer dels peshwa mahrathes, com a preceptor i mestre d'anglès. Nana el va fer el seu conseller polític. A la mort de Badji Rao II el 1851 Nana el va succeir en els títols i pensions i drets, però el governador general Lord Dalhouise va ordenar no pagar-li la pensió i no el va reconèixer com a successor. La memòria de greuges presentada fou redactada per Azim però rebutjada pels directors de la Companyia Britànica de les Índies Orientals.
El 1853 va anar a Anglaterra per pledejar personalment pel seu senyor i amic, però igualment va fracassar. Tanmateix, un grapat de dames angleses es van sentir atretes per la seva persona i al seu retorn a l'Índia (1855) rebia nombroses cartes d'aquestes senyores que foren publicades en dos volums, amb algunes prou escandaloses. Més tard va tornar a Europa i va visitar Anglaterra, França, Constantinoble, Sebastòpol, i l'escenari de la guerra anglo-russa a Crimea.
Frustrat per la manca de resultats i per haver invertit 50000 lliures en l'empresa, va suggerir a Nana enderrocar el poder britànic mitjançant un cop d'estat militar. A començament del 1857 es va dirigir amb Nana Sahib als quarters militars del nord de l'Índia per convèncer els oficials, però no va trobar bona acollida. Va enviar emissaris als prínceps hindús i alguns van prometre suport però en general fou una promesa falsa. Algunes accions errònies de Nana contra els britànics van portar a la conquesta pels anglesos de la fortalesa de Bithur, la plaça forta de Nana prop de Cawnpore el juliol de 1857. Azim va desaparèixer llavors de l'escena i sembla que es va refugiar a Bhutwal, al Nepal, on hauria mort l'octubre de 1859, però de fet mai més no se'n va tornar a sentir parlar.